# مغز در آتش (فیلم)
مغز در آتش (انگلیسی: Brain on Fire) یک فیلم در ژانر زندگی‌نامه‌ای به کارگردانی جرارد برت است که در سال ۲۰۱۶ منتشر شد. این فیلم اقتباسی است از کتاب مغز در آتش اثر سوزانا کالاهان است.

## بازیگران
- کلویی گریس مورتس
- ریچارد آرمیتاژ
- کری-ان ماس
- جنی سلیت
- توماس من
- تایلر پری
- آگام دارشی
- الکس زاهارا